# Arxiu de la Diputació de Castelló
L'Arxiu de la Diputació de Castelló té la seua seu a Castelló de la Plana. És el servici públic responsable de la gestió, tractament, custòdia, conservació i difusió del patrimoni documental de la Diputació de Castelló. Disposa dels servicis d'arxiu, gestió documental, publicacions, mediateca i bibliobús. Organitzativament, es troba integrat dins del Servei d'Arxiu, Gestió Documental i Publicacions. Addicionalment, té servei de consulta, disponible de dilluns a divendres de 9 a 14 hores.

## Història i objectius
L'Arxiu es va fundar en el mateix moment que la pròpia Diputació de Castelló, l'any 1822. Proporciona assistència tècnica als municipis de la província de Castelló de menys de 10.000 habitants. El servei de bibliobús oferix, de manera itinerant, diverses opcions de lectura a xiquets i adults de l'interior de la província.

## Fons
L'Arxiu de la Diputació de Castelló conté els documents generats i rebuts per la Diputació, així com documentació història de fons aliens, procedent de municipis i institucions de la província. També custodia documents procedents de diferents donacions particulars, un arxiu fotogràfic, i reproduccions d'altres documents històrics relacionats amb la província de Castelló. Compta amb servici d'hemeroteca.